# Agrotis telifera
Agrotis telifera là một loài bướm đêm trong họ Noctuidae.